# 충북체육중학교
충북체육중학교(忠北體育中學校)는 대한민국 충청북도 진천군 문백면 도하리에 있는 공립 중학교이다.

## 학교 연혁
- 2020년 9월 15일 : 충북체육중학교 설립인가
- 2024년 3월 1일 : 초대 음호철 교장 취임
- 2024년 3월 1일 : 충북체육중학교 개교
- 2024년 3월 4일 : 제1회 입학식(남 15명, 여 9명 총 24명)
- 2024년 6월 13일 : 충북체육중학교 개교식

## 참고 자료
- 충북체육중학교 - 한국교육학술정보원 학교알리미